# 11337 Сандро
11337 Сандро (11337 Sandro) — астероїд головного поясу, відкритий 10 серпня 1996 року.
Тіссеранів параметр щодо Юпітера — 3,586.